# Inga-Lisa Sangregorio
Inga-Lisa Sangregorio, född 28 juli 1936 i Helsingborg, är en svensk författare, journalist och feminist. 
Sangregorio, som är dotter till tullkontorist Axel Wikström och Edith Larsson, blev filosofie kandidat vid Lunds universitet 1959 samt studerade vid Institut d'études politiques de Paris 1970 och vid Nordiska institutet för samhällsplanering 1976. Hon var lärare 1961–1962, förlagsredaktör på Norstedts förlag 1962–1964, på Almqvist & Wiksell 1964–1968, byrådirektör på Invandrarverket 1971–1974 och på länsstyrelsen i Stockholms län 1974–1976. Hon har därefter varit verksam som frilansjournalist och författare. Hon blev medlem av Grupp 8 1970 och var redaktör för Kvinnobulletinen 1982.